# Округ Камас (Ајдахо)
Округ Камас (енгл. Camas County) је округ у америчкој савезној држави Ајдахо.

## Демографија
По попису из 2010. године број становника је 1.117, што је 126 (12,7%) становника више него 2000. године.
| Група             | 2000.       | 2010.         |
| Белци             | 910 (91,8%) | 1.008 (90,2%) |
| Афроамериканци    | 12 (1,2%)   | 3 (0,3%)      |
| Азијати           | 2 (0,2%)    | 1 (0,1%)      |
| Хиспаноамериканци | 55 (5,5%)   | 75 (6,7%)     |
| Укупно            | 991         | 1.117         |